# Hermann Baagøe Storck
Herman Baagøe Storck, född 18 februari 1839 i Skibby på Själland, död 4 december 1922, var en dansk arkitekt. 
Storck blev student 1859, genomgick konstakademin, där han huvudsakligen var elev hos arkitekten Herholdt, och utvecklade sig till en av den modernt historiska och nationella arkitekturens främsta representanter i Danmark. 
Storck fullbordade 1871-76 Viborgs domkyrkas restaurering och restaurerade även andra äldre byggnader, bland andra Helligaandskirken i Köpenhamn och Marieklostret i Helsingör. 
Bland hans nybyggnader märks i Köpenhamn Landmansbanken (1883) och dess filialer, Abel Cathrines Stiftelse (1886), Helligkorskirken och Den Hirschsprungske Samling (fullbordat 1911), dessutom herrgårdar, privathus med mera. 
Storck publicerade Tegninger af ældre nordisk architektur samt uppmätte och beskrev på offentligt uppdrag flera gamla danska kyrkor. Han var professor, etatsråd och medlem av danska konstakademin (invald 1880).

## Utmärkelser
- Riddare av Dannebrogorden,  1888[2]
- Dannebrogsmännens hederstecken,  1894[2]
- Kommendör av Dannebrogorden,  1909[2]

[Redigera Wikidata]

## Bildgalleri

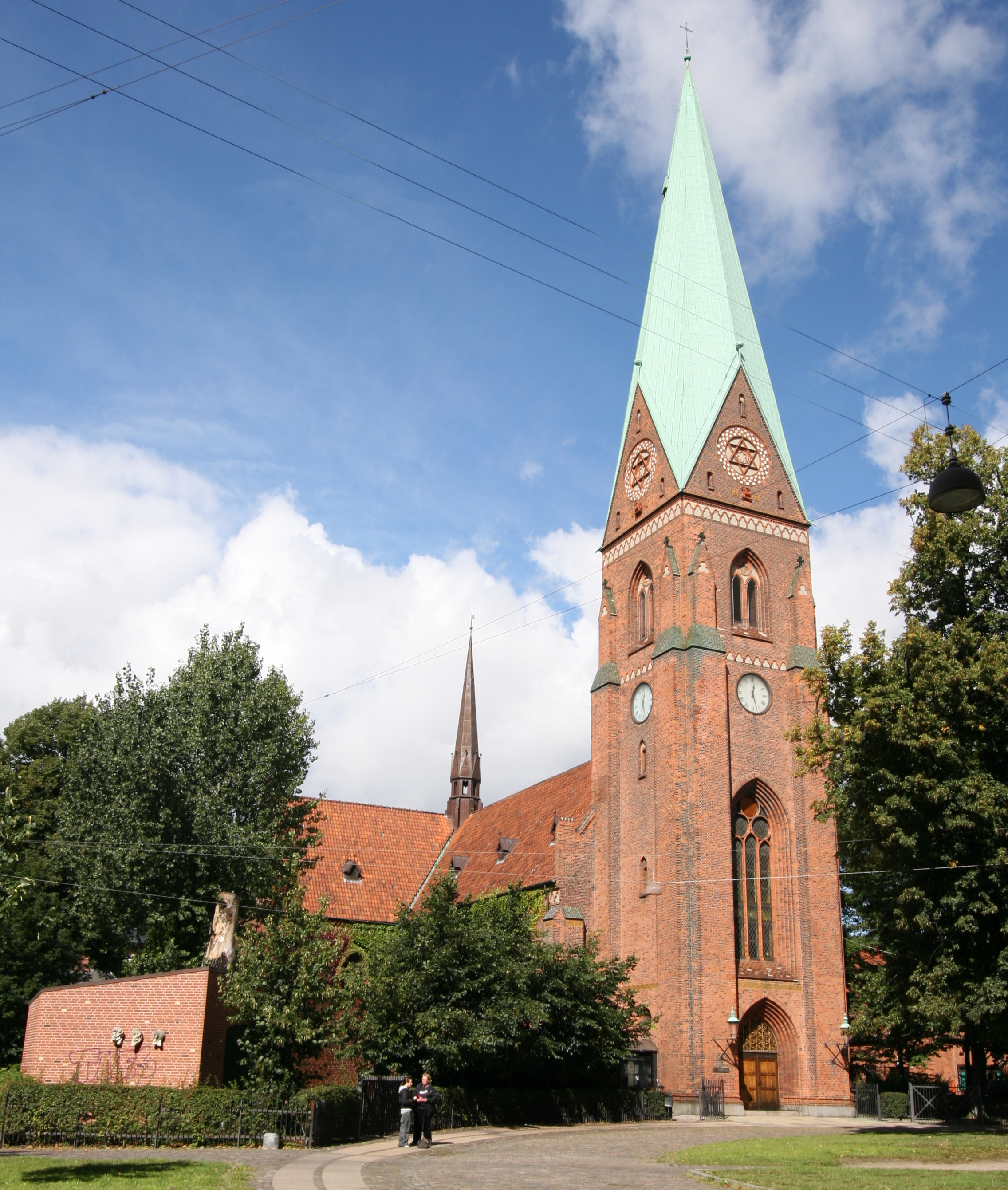
Hellig Kors Kirke
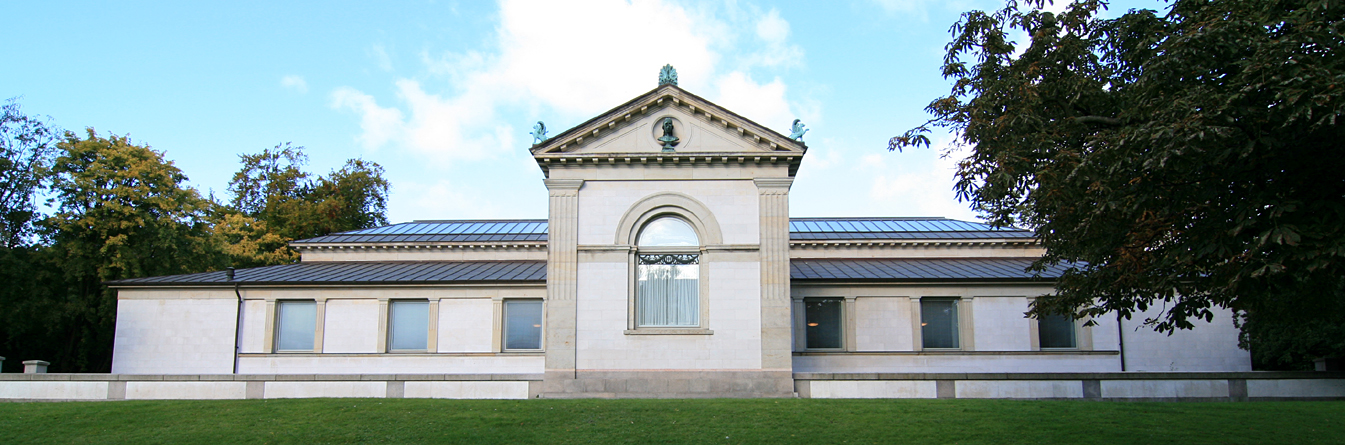
Den Hirschsprungske Samling